# La Rocque
La Rocque is een plaats en voormalige gemeente in het Franse departement Calvados in de regio Normandië en telt 95 inwoners (2009).
Op 22 maart 2015 werd het kanton Vassy, waar de toenmalige gemeente toe behoorde, opgeheven en opgenomen in het kanton Condé-sur-Noireau. Op 1 januari 2016 fuseerden de gemeenten van het voormalige kanton tot de huidige gemeente Valdallière. Deze gemeente maakt deel uit van het arrondissement Vire.

## Geografie
De oppervlakte van La Rocque bedraagt 5,1 km², de bevolkingsdichtheid is dus 18,6 inwoners per km².
De onderstaande kaart toont de ligging van La Rocque met de belangrijkste infrastructuur en aangrenzende gemeenten.

## Demografie
Onderstaande figuur toont het verloop van het inwonertal (bron: INSEE-tellingen).
Vanwege een beveiligingsprobleem met de MediaWiki Graph-software is het momenteel niet mogelijk deze grafiek weer te geven. Zodra de software is bijgewerkt zal de grafiek vanzelf weer zichtbaar worden.
Bernières-le-Patry · Burcy · Chênedollé · Le Désert · Estry · Montchamp · Pierres · Presles · La Rocque · Rully · Saint-Charles-de-Percy · Le Theil-Bocage · Vassy · Viessoix